# Озімек (гміна)
Гміна Озімек (пол. Gmina Ozimek) — місько-сільська гміна у південно-західній Польщі. Належить до Опольського повіту Опольського воєводства.
Станом на 31 грудня 2011 у гміні проживало 20155 осіб.

## Площа
Згідно з даними за 2007 рік площа гміни становила 126.50 км², у тому числі:
- орні землі: 31.00%
- ліси: 58.00%

Таким чином, площа гміни становить 7.97% площі повіту.

## Населення
Станом на 31 грудня 2011:
| Опис     | Загалом | Загалом | Чоловіки | Чоловіки | Жінки | Жінки |
| -------- | ------- | ------- | -------- | -------- | ----- | ----- |
| одиниця  | осіб    | %       | осіб     | %        | осіб  | %     |
| все      | 20155   | 100     | 9811     | 48.68    | 10344 | 51.32 |
| міське   | 9393    | 100     | 4542     | 48.36    | 4851  | 51.64 |
| сільське | 10762   | 100     | 5269     | 48.96    | 5493  | 51.04 |

## Сусідні гміни
Гміна Озімек межує з такими гмінами: Добродзень, Зембовіце, Ізбицько, Кольоновське, Стшельце-Опольське, Турава, Хжонстовіце.